# FOXM1
Le FOXM1 est une protéine de type FOX dont le gène est FOXM1 situé sur le chromosome 12 humain.

## Rôles
Il joue un rôle de facteur de transcription. Ses différentes cibles sont notamment la cycline B,  la Cdc25B phosphatase, l'aurora B kinase, le Polo-like kinase , le CENP-F, jouant ainsi un rôle, par l'intermédiaire de ce dernier, dans la ségrégation chromosomique lors d'une mitose. 
Il favorise la cicatrisation de la barrière endothéliale après une blessure vasculaire en activant la voie du PIK3CG.